# Elana Toruń
Elana Toruń (nazwa pełna: ZKS Elana 1968 Spółka z ograniczoną odpowiedzialnością, nazwa skrócona: ZKS Elana 1968 Sp. z o.o.) – polski klub piłkarski z siedzibą w Toruniu. Kontynuator ZKS Elana Toruń, który oprócz sekcji piłkarskiej prowadził również sekcje m.in. judo, ogólnorozwojową, piłki ręcznej, piłki siatkowej, pływacką, podnoszenia ciężarów, żeglarską. Od sezonu 2023/2024 klub występuje w III lidze.

## Sukcesy
- 3. miejsce w II lidze – 1996/1997
- 4 sezony w II lidze – 1993/1994, 1996-1999
- wygrane rozgrywki III ligi – 1992/1993, 1995/1996
- 12 razy wygrany Puchar Polski na szczeblu wojewódzkim – 1978/1979, 1986/1987, 1988/1989 (rezerwy), 1989/1990, 1991/1992, 1992/1993, 1994/1995, 1995/1996, 2000/2001, 2005/2006, 2017/2018, 2023/2024
- 1/16 finału Pucharu Polski – 1990/1991

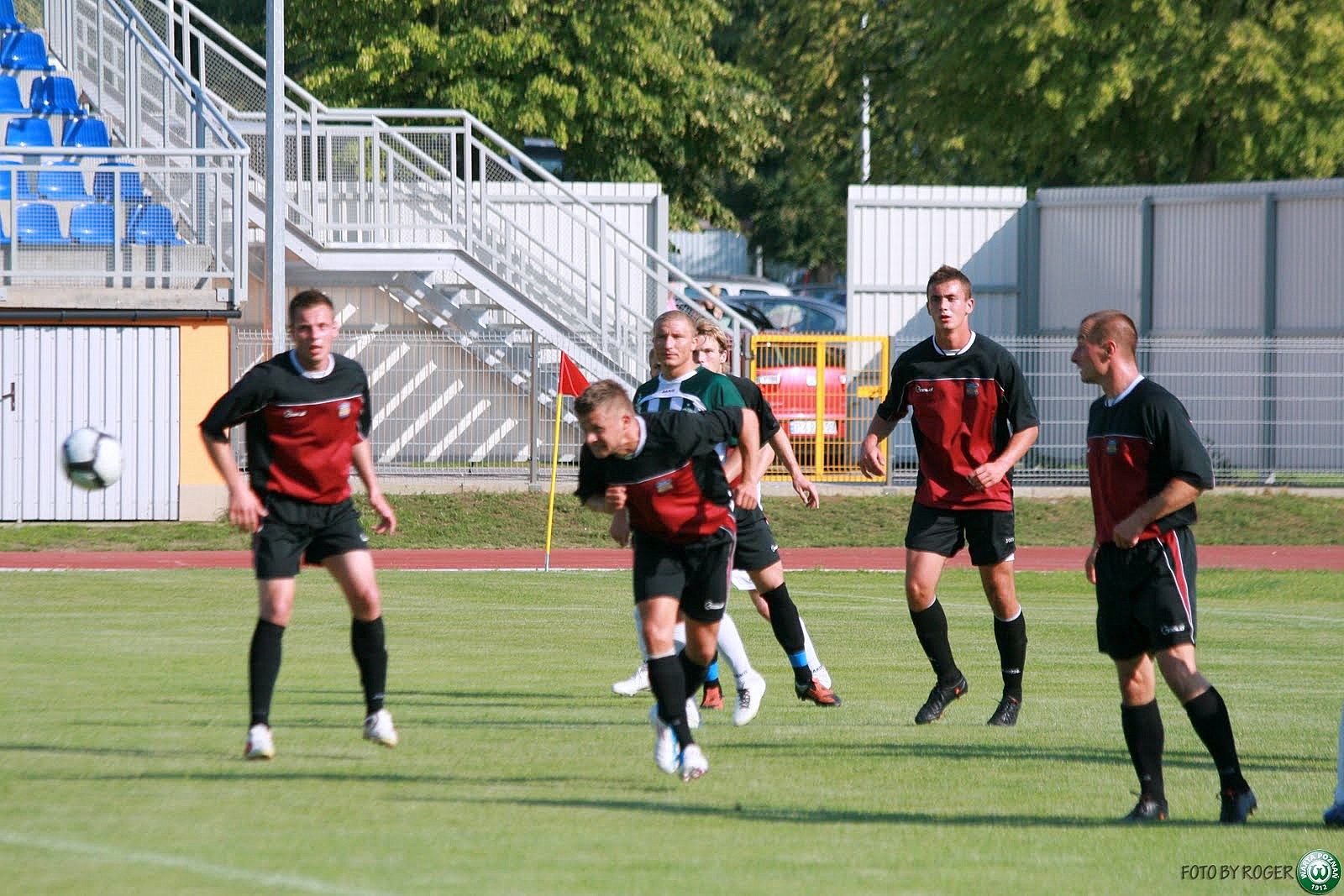
Nietypowe stroje Elany podczas towarzyskiego meczu z Wartą Poznań w lipcu 2011.

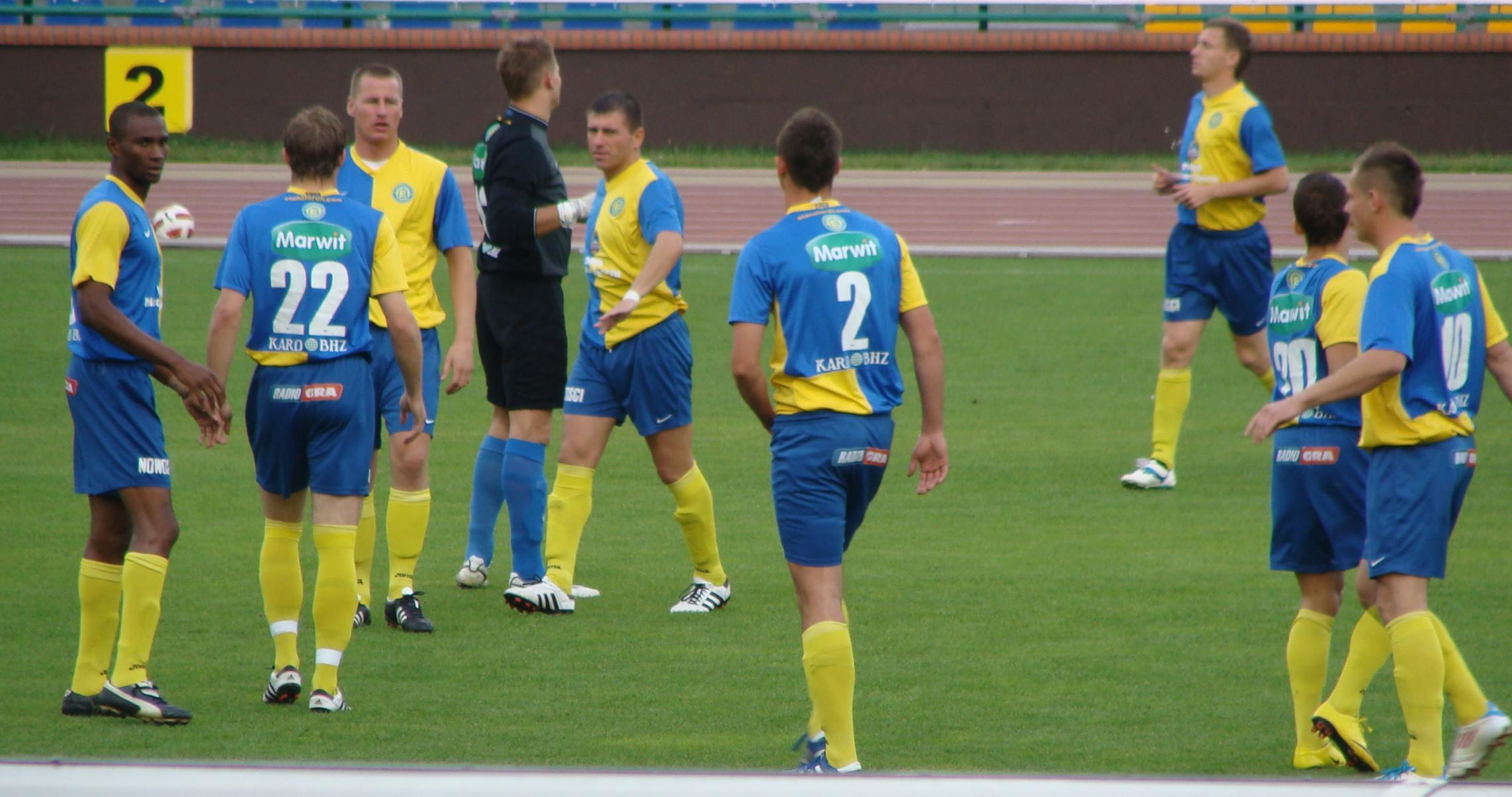
Piłkarze Elany podczas meczu II ligi (grupy zachodniej) z Chrobrym Głogów 17 września 2011.

## Historia
Klub założono 28 czerwca 1968 jako klub sportowy działający przy Zakładach Włókien Sztucznych „Elana” jako Zakładowy Klub Sportowy Elana. Jak się okazało w ZwCh Elana od początku jego istnienia pracowało wielu byłych piłkarzy, którzy w młodości trenowali w grupach młodzieżowych klubów z Torunia i okolic, ale zrezygnowali z kariery piłkarskiej. Powstanie najpierw sekcji TKKF, a potem nowego klubu, potraktowali jako szansę na powrót do piłki - może niekoniecznie w sensie zawodowym, bo ich zawodem była już praca w zakładach włókien sztucznych. Wspomniana sekcja TKKF osiągała bardzo dobre wyniki, zwyciężając nie tylko z drużynami innych zakładów pracy, ale także w okazjonalnych meczach z profesjonalnymi drużynami. W lutym 1968 zgłoszono drużynę do rozgrywek Pucharu Polski na szczeblu regionalnym i chociaż mecz z Victorią Toruń został przegrany (0:2), postanowiono powołać klub i zgłosić go do rozgrywek organizowanych przez PZPN.
Dzięki patronatowi potężnego zakładu Elana jako B-klasowy klub zagrała sparing min. z drugoligową wówczas Polonią Warszawa (przegrała 1:7, mecz obserwował Kazimierz Górski). Klub zaczął rozgrywki od najniższej możliwej klasy rozgrywkowej (pierwszy mecz ligowy zagrał z Gopłem Kruszwica ale cztery pierwsze sezony to cztery awanse, w wyniku których sezon 1971/1972 Elana spędziła w 3 lidze (międzywojewódzkiej, grupa poznańska). Jednak spadła z niej natychmiast, aby przez kolejne kilka lat grać w lidze 4 (okręgowej).
Jeden ze wspomnianych seryjnych awansów odbył się przy tzw. zielonym stoliku: w roku 1970 krajowe władze wojskowe podjęły decyzję o reorganizacji wojskowego sportu. Postanowiono zostawić tylko najsilniejsze kluby (Legia Warszawa, Śląsk Wrocław, Zawisza Bydgoszcz, Wawel Kraków i Grunwald Poznań) a pozostałe rozwiązać - w tym Gryf Toruń. Działacze młodej Elany wystąpili z projektem połączenia klubów. 11 lipca 1970 powstał Wojskowo-Zakładowy Klub Sportowy Gryf Elana Toruń – pierwsza jego drużyna zagrała w 4 lidze (w miejsce WKS Gryf) a druga drużyna w klasie A (w miejsce ZKS Elana). Pod tą nazwą klub w 1971 uzyskał awans do 3 ligi w dość dramatycznych okolicznościach: na koniec sezonu Gryf Elana i Goplania Inowrocław miały po 41 punktów i zgodnie z ówczesnym regulaminem konieczny był baraż na neutralnym terenie. Jako jego miejsce wyznaczono największy w regionie obiekt - stadion Zawiszy Bydgoszcz. Bydgoszczanie zorganizowali Inowrocławianom tygodniowy obóz a w barażu użyczyli im także swojego trenera (Zawisza Bydgoszcz był klubem wojskowym, z doskonałą bazą szkoleniową i doświadczeniem w 1 i 2 lidze). Baraż zakończył się remisem (1:1, 2:2 po dogrywce) a w rzutach karnych Elana wygrała 2:1 (pierwsze gratulacje do klubu przyszły z Inowrocławia od działaczy Cuiavii).
W 4 lidze Elana zaczęła rywalizować z o wiele starszym i bardziej utytułowanym Pomorzaninem Toruń. Na przełomie lat 70. i 80. oba kluby stoczyły walkę o dominację w Toruniu. Ostatecznie w 1986 Elana usadowiła się w lidze 3, a Pomorzanin na dłużej spadł do ligi 4. Pozostałe toruńskie kluby występowały "od zawsze" w jeszcze niższych ligach i grywały co najwyżej z rezerwami Elany.
| x | 1976/1977     | 1977/1978 | 1978/1979 | 1979/1980      | 1980/1981 | 1981/1982     | 1982/1983 | 1983/1984 | 1984/1985       | 1985/1986     | 1986/1987 |
| --- | ------------- | --------- | --------- | -------------- | --------- | ------------- | --------- | --------- | --------------- | ------------- | --------- |
| 3 liga |               | 12. POM   | 8. ELA    | 7. POM 12. ELA | 13. POM   |               | 7. ELA    | 10. ELA   | 12. POM 13. ELA |               | 6. ELA    |
| 4 liga | 1. POM 4. ELA | 1. ELA    | 1. POM    |                | 4. ELA    | 1. ELA ?. POM |           | 1. POM    |                 | 1. ELA ?. POM |           |
| POM = Pomorzanin, ELA = Elana. Cyfra oznacza miejsce w tabeli. Brak Pomorzanina w dwóch sezonach oznacza brak danych odnośnie do poziomu ligowego na którym występował. |               |           |           |                |           |               |           |           |                 |               |           |

W 1980 Elana wchłonęła działający w lewobrzeżnej części Torunia klub Victoria. Miała ona długi, a miasto za bardzo nie było zainteresowane ani ich umorzeniem, ani opieką nad jej stadionem. Obiekt ten, przy ul. Armii Ludowej (obecnie ul. 63 Pułku Piechoty), zbudowany został przez Victorię w czynie społecznym. Był kameralnym stadionem z niezadaszonymi trybunami na wale ziemnym, a rolę siedzisk pełniły proste drewniane ławki. Obiekt posiadał już ówcześnie murowany budynek administracyjny z szatniami, chociaż początkowo rolę szatni pełniły dwa, wycofane z użytku, wozy tramwajowe. Na ten obiekt Elana przeniosła się już w połowie lat 70., więc naturalnym wydało się to, że właśnie ona przejmie infrastrukturę po Victorii.
W latach 1986–1992 w 3 lidze (w grupie pomorskiej) Elana była przeciętniakiem - najczęściej zajmowała miejsce szóste czyli w środku tabeli liczącej 14 drużyn. Największym sukcesem było wygranie ligi w sezonie 1988/1989, niestety Elana poległa w barażach o 2 ligę z Odrą Wodzisław Śląski 0:2 i 1:2. Paradoksalnie najważniejszym wydarzeniem w Elanie w tym okresie było... włączenie do pierwszego zespołu Jarosława Maćkiewicza, który zaczął grać w Elanie jako 18-latek wiosną 1988 i chociaż w III lidze wystąpił w zaledwie dwóch meczach (i to niepełnych; łącznie 150 minut) to zdobył 2 bramki. W tym okresie zmieniły się też relacje na linii klub - zakład: w 1991 klub został samodzielną firmą i zakład Elana z właściciela stał się głównym sponsorem i odtąd nie wspierał już sekcji finansowo w takim zakresie jak wcześniej).
W końcu w 1993 nastąpił największy do tego momentu sukces klubu - zwycięstwo w 3 lidze (głównie dzięki grze u siebie - z 15 meczów w Toruniu Elana wygrała 14 a 1 zremisowała) i bezpośredni awans do 2 ligi (nie było baraży). Był to też ostatni jak dotąd sezon w którym Elana spotkała się z innym toruńskim klubem na 3 lub wyższym poziomie ligowym (jednosezonowy awans do 3 ligi zaliczył ówcześnie Pomorzanin). Okazało się jednak, że były to za wysokie progi i Elana natychmiast spadła z powrotem do ligi 3, odnosząc zaledwie 6 zwycięstw przy 22 porażkach (do tego 6 remisów) i zajmując przedostatnie miejsce w tabeli. Ambicje działaczy klubowych były jednak spore, toteż w sezonie 1994/1995 oczekiwano powrotu do 2 ligi. Niestety Elana przegrała walkę z Polonią Gdańsk i to zdecydowanie - różnica między pierwszą Polonią a drugą Elaną wyniosła 10 punktów i to w czasach gdy za zwycięstwo przyznawano 2 punkty. Niepowodzenie klub powetował sobie w kolejnym sezonie po raz drugi w historii wygrywając 3 ligę, i to we wspaniałym stylu: jedna porażka (najmniej ze wszystkich ośmiu grup 3 ligi), 105 bramek strzelonych (tylko Ceramika Opoczno strzeliła więcej - 107) i tylko 13 straconych (najmniej w całej 3 lidze) i w efekcie 89 punktów - aż 15 więcej niż druga w tabeli Arka Gdynia i najwięcej w całej 3 lidze.
W efekcie sezon 1996/1997 stał się największym osiągnięciem w historii klubu: Elana była rewelacją sezonu całej 2 ligi - w swojej grupie do końca walczyła o awans do 1 ligi  - głównie z bardziej utytułowaną Pogonią Szczecin (1:1 i 0:4), bo wzrastająca potęga czyli Dyskobolia Grodzisk Wielkopolski wyraźnie odskoczyła reszcie (chociaż Elana wygrała z nią 3:0 u siebie, a przegrała 1:2 na wyjeździe). Królem strzelców został Jarosław Maćkiewicz - był to pierwszy (i do 2021 roku jedyny) taki tytuł zdobyty przez zawodnika toruńskiego klubu na 1 lub 2 poziomie rozgrywek. W tym sezonie Elana została sklasyfikowana na 24. miejscu w Polsce - najwyżej w całej historii klubu (licząc także do roku 2021).
Kadrę Elany w sezonie 1996/1997 tworzyli: Przemysław Boldt - Erwin Chrzanowski - Waldemar Czarnecki - Sławomir Darowski - Dariusz Gliniewicz - Artur Górecki - Krystyn Hilscher - Maciej Hanczewski - Franciszek Jarosz - Jacek Kot - Rafał Krzywania - Dariusz Lampkowski - Sławomir Lubowicz - Krzysztof Leis - Jarosław Maćkiewicz - Marcin Martyniuk - Wojciech Pięta - Tomasz Reginis - Piotr Rutkowski - Leszek Szymborski - Marcin Thiede - Tomasz Urbański - Robert Warczachowski.
Kolejny sezon to zakończona powodzeniem walka o utrzymanie w 2 lidze (11. miejsce na 17 drużyn; 3 punkty przewagi nad miejscem spadkowym /od 3 lat obowiązywał już system 3 punktów za zwycięstwo/). Niestety sezon 1998/1999 to spadek w dramatycznych okolicznościach z 2 ligi: w przedostatniej kolejce jedenasta Elana (28 pkt.; 11. miejsce był pierwszym spadkowym) podejmowała dziesiątą Odrę Szczecin (29 pkt.; miejsce 10 było ostatnim bezpiecznym), wiedząc że w kolejce ostatniej pojedzie do Myszkowa z którym ma tragiczny bilans (remis i 4 porażki; i jeszcze niepewne utrzymanie: 33 pkt. i 9. miejsce) a Odra podejmie zajmujące 12 lokatę Karkonosze Jelenia Góra (28 pkt.). Mecz z Odrą zakończył się remisem 1:1, przy czym na minutę przed końcem Maciej Hanczewski nie strzelił karnego - zwycięstwo dałoby Elanie 31 punktów przy 29 Odry i w ostatniej kolejce wystarczyłoby wygrać z już wtedy pewnym utrzymania MKS Myszków bez oglądania się na wynik meczu Odra Szczecin - Karkonosze Jelenia Góra. Jednak przy remisie Odra zachowała przewagę nad Elaną i w efekcie nawet sensacyjna wygrana w Myszkowie 4:1 nie pomogła bo Odra w ostatniej kolejce też wygrała - 1:0.
Spadek oznaczał też upadek - okazało się, że klub żył na kredyt i kasa świeciła pustkami. Pieniądze były tylko na wyjazdy, organizację meczów i na utrzymanie stadionu, natomiast piłkarze grali na zasadach amatorskich. Nic dziwnego, że większość z nich odeszła do innych klubów I lub II ligi, a skład został uzupełniony zawodnikami z drużyny rezerw i juniorami. Po rundzie jesiennej drużyna zajmowała ostatnie miejsce, a każdy piłkarz jaki zaczął się wyróżniać odchodził do innego klubu. Elana przestała istnieć 22 stycznia 2000 roku, kiedy odbyło się ostatnie zebranie członków Elany. W sytuacji ogłoszenia przez syndyka upadłości klubu, sprawa zakończenia działalności piłkarskiej Elany stała się oczywista. Po ponad 32 latach ze sportowej mapy Torunia zniknął klub, który sympatykom kojarzył się przede wszystkim z piłka nożną. Tego samego dnia jednak, niemalże to samo grono działaczy, występując już jako komitet założycielski powołało do życia Toruński Klub Piłkarski, w którym zarówno finanse jak i zarządzanie wzięły na siebie władze miejskie. Mimo że w składzie nowego, 10-osobowego zarządu, nie znalazł się nikt bezpośrednio związany z zakładem Elana (już wtedy Elana SA), oficjalnie potwierdzono, że TKP będzie kontynuował piłkarskie tradycje ZKS Elana. 11 marca 2000 TKP rozegrał swój pierwszy mecz ligowy pokonując na zaśnieżonej murawie Pomezanię Malbork 2:1.
Sezonu 1999/200 nie udało się już jednak uratować i nastąpił spadek o kolejny poziom niżej - w efekcie z 2 ligi w 1998 zrobiła się 4 liga w 2000. Przez kilka kolejnych sezonów klub krążył między 3 a 4 ligą, trzykrotnie natykając się na dawnego lokalnego rywala czyli Pomorzanina - w sezonach 2000/2001, 2001/2002 i 2003/2004. Po awansie w 2004 klub rozegrał kolejne 9 sezonów w 3 lidze, od marca 2008 powracając częściowo do dawnej nazwy i od tego czasu występuje jako TKP Elana Toruń. Od 17 czerwca 2010 forma klubu przekształcona jest na Spółkę Akcyjną, której pierwszymi udziałowcami byli: Urząd Miasta Torunia (większość udziałów), Marwit sp. z o.o. i Karo Biuro Handlu Zagranicznego, a kapitał zakładowy wyniósł 651 tys. złotych
Sezon 2012/2013 to spadek z 3 poziomu rozgrywek, a sezon 2013/2014 to spadek z poziomu 4. W efekcie sezon 2014/2015 klub rozegrał na 5 poziomie rozgrywek - jedyny raz był na nim w sezonie 1969/1970, w drugim roku swojego istnienia, a niżej był tylko raz - gdy zaczynał funkcjonowanie. Od 2014 właścicielem większości akcji klubu pozostaje firma Marwit sp. z o.o.. Na szczęście przygoda na 5 poziomie rozgrywek potrwała tylko rok i kolejne 3 lata Elana spędziła w III lidze. Chociaż każdy z tych sezonów klub grał z nastawieniem na awans, to cel udało się zrealizować dopiero w sezonie 2017/2018.
Po awansie na centralny szczebel rozgrywek powtórzyła się sytuacja z lat 90. czyli Elana jako beniaminek o mało nie awansowała wyżej. Sezon 2018/2019 skończyła na 4. miejscu II ligi - pierwszym nie premiowanym awansem. Na dodatek awans utraciła w ostatnich dwóch kolejkach: chociaż w trzeciej od końca kolejce pokonała wyprzedzający ją w tabeli GKS Bełchatów (Elana była 3, Bełchatów 2), to  w przedostatniej będąc wiceliderem przegrała z piątą Olimpią Grudziądz i spadła na miejsce 4 (mając tyle samo punktów co Olimpia, ale gorszy bilans bezpośrednich spotkań), a decydującą okazała się porażka w ostatniej kolejce u siebie z zaledwie trzynastą w tabeli Olimpią Elbląg (wobec remisu Bełchatowa zwycięstwo Elany dałoby jej 3. miejsce).
W sezonie 2019/2020 Elana spadła z II ligi i w kolejnym sezonie nie udało się natychmiast powrócić. 23 grudnia 2021 roku prezes Elany Toruń ogłosił upadłość klubu co oznaczało, że pierwsza drużyna nie przystąpi do rundy rewanżowej III ligi sezonu 2021/2022. Po upadku drużyny, powołano do życia Fundację Akademia Futbolu Elana, która przejęła drużynę rezerw Elany liderującą akurat tabeli w lidze okręgowej. Ta drużyna pewnie dowiozła prowadzenie w tabeli, uzyskując awans do IV ligi. W kolejnym sezonie (2022/2023) Elana pewnie wygrała kujawsko-pomorską grupę IV ligi, zapewniając sobie awans na dwie kolejki przed końcem sezonu. W efekcie latem 2023 roku wystartuje w rozgrywkach III ligi - tam gdzie była w momencie upadku dwa lata wcześniej.

## Historyczne nazwy
| Okres                              | Nazwa                                             |
| ---------------------------------- | ------------------------------------------------- |
| 1968 - 11 lipca 1970 i 1971 - 1999 | Zakładowy Klub Sportowy Elana Toruń               |
| 11 lipca 1970 - 1971               | Wojskowo-Zakładowy Klub Sportowy Gryf Elana Toruń |
| 1999 – 6 marca 2008                | Toruński Klub Piłkarski                           |
| 6 marca 2008 - grudzień 2021       | Toruński Klub Piłkarski Elana Toruń S.A.          |
| styczeń 2022 - czerwiec 2023       | Fundacja Akademia Futbolu Elana Toruń             |
| lipiec 2023 -                      | ZKS Elana 1968 Sp. z o.o.                         |

## Stadion

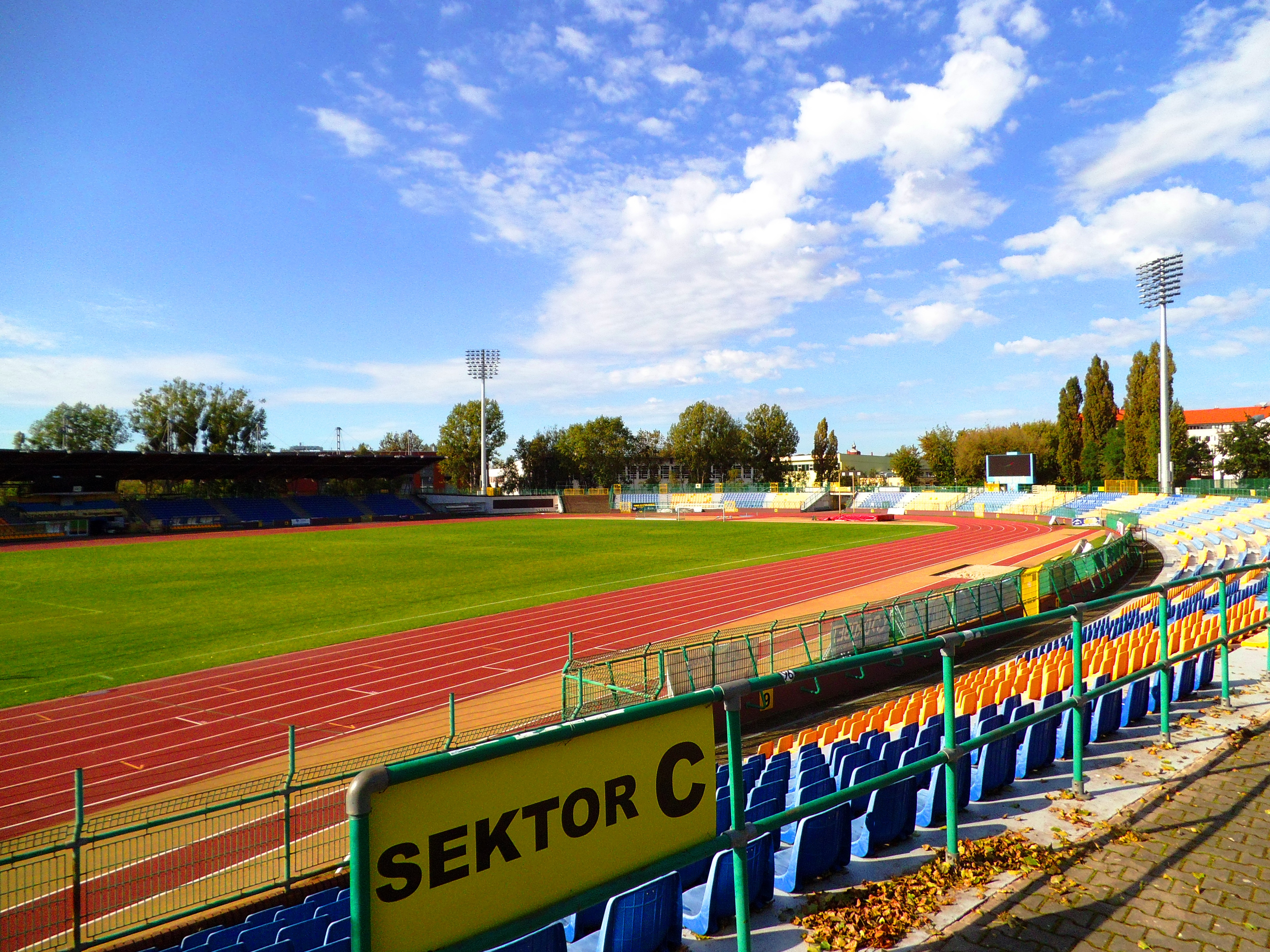
Stadion Miejski im. Grzegorza Duneckiego w Toruniu

Od 2004 roku Elana mecze rozgrywa na Stadionie Miejskim przy ul. gen. Józefa Bema 23/29 w Toruniu.
- pojemność: 6000 miejsc (4300 siedzących)
- oświetlenie: 1600 Lx
- wymiary boiska: 105 m x 68 m

### Historyczne obiekty
- nieistniejące boisko przy ul. Skłodowskiej-Curie - klepisko będące miejscem pierwszym treningów. Tutaj klub wrócił trenować w okresie upadku (1999-2003).
- nieistniejące boisko przy Drodze Treposkiej[3] - Elana grała tutaj od początku istnienia do 1975 roku.
- boisko przy ul. Armii Ludowej, obecnie Centrum Sportowo-Rekreacyjne przy ul. 63 Pułku Piechoty w Toruniu - pierwotnie należał on do klubu MZKS Victoria Toruń. Po przejęciu Victorii przez Elanę obiekt został rozbudowany i Elana trenowała tu i grała mecze ligowe w latach 1975–2003.
- wyjątkowo w rundzie jesiennej sezonu 1991/1992 klub grał "u siebie" na boisku Legii w Chełmży, ponieważ obiekt przy ul. Armii Ludowej był w remoncie[20].

## Podsumowanie sezonów
| Sezon     | Liga | Liga                                 | Miejsce | Mecze | Punkty | Z  | R  | P  | Bramki | Uwagi/Inne |
| --------- | ---- | ------------------------------------ | ------- | ----- | ------ | -- | -- | -- | ------ | --- |
| 1968/1969 | VI   | Klasa B, grupa IV                    | 1       | 14    | 23:5   | 9  | 5  | 0  | 40-14  | |
| 1969/1970 | V    | Klasa A, grupa II                    | ?       | 30    | 37:23  | 17 | 3  | 10 | 61-34  | ZKS Elana połączył się z WKS Gryf i przejął jego miejsce w wyższej lidze |
| 1970/1971 | IV   | liga okręgowa                        | 1       |       | 41     |    |    |    |        | Wygrany baraż z Goplanią Inowrocław 2:2 (2:1 k.), który zadecydował o awansie (obie drużyny zdobyły tyle samo punktów). · Najwyżej notowany klub w Toruniu.                                                                                             |
| 1971/1972 | III  | III liga, gr. IV (poznańska)         | 15      | 30    | 17:43  |    |    |    | 24-75  | Najwyżej notowany klub w Toruniu. |
| 1972/1973 | IV   | IV liga                              | 6       | 30    | 31:29  |    |    |    | 33-24  | Najwyżej notowany klub w Toruniu. |
| 1973/1974 | IV   | IV liga                              | 3       | 22    | 23:21  |    |    |    | 26-25  | Najwyżej notowany klub w Toruniu. |
| 1974/1975 | IV   | IV liga                              | 6       | 26    | 27:25  |    |    |    | 48-32  | Najwyżej notowany klub w Toruniu. |
| 1975/1976 | IV   | IV liga                              | 12      | 26    | 18:34  |    |    |    | 29-44  | Najwyżej notowany klub w Toruniu. |
| 1976/1977 | IV   | IV liga                              | 4       | 22    | 31:13  |    |    |    | 71-21  | |
| 1977/1978 | IV   | IV liga                              | 1       | 22    | 38:6   |    |    |    | 69-15  | |
| 1978/1979 | III  | III liga, gr. I                      | 8       | 26    | 25:27  | 9  | 7  | 10 | 30-35  | Wygrany Puchar Polski na szczeblu wojewódzkim. Najwyżej notowany klub w Toruniu. |
| 1979/1980 | III  | III liga, gr. I                      | 12      | 28    | 21:35  | 8  | 5  | 15 | 34-44  | Puchar Polski, 1 runda: Elana 2-2 (3-4 k.) AZS AWF Warszawa |
| 1980/1981 | IV   | IV liga                              | 4       | 26    | 31:21  |    |    |    | 59-34  | |
| 1981/1982 | IV   | IV liga                              | 1       | 25    | 40:10  |    |    |    | 88-26  | Najwyżej notowany klub w Toruniu. |
| 1982/1983 | III  | III liga, gr. II                     | 7       | 26    | 26:26  |    |    |    | 37-39  | Najwyżej notowany klub w Toruniu. |
| 1983/1984 | III  | III liga, gr. II                     | 10      | 26    | 24:28  |    |    |    | 27-31  | Najwyżej notowany klub w Toruniu. |
| 1984/1985 | III  | III liga, gr. II                     | 13      | 26    | 16:36  |    |    |    | 18-39  | |
| 1985/1986 | IV   | IV liga,                             | 1       | 26    | 44:8   |    |    |    | 84-20  | Najwyżej notowany klub w Toruniu. |
| 1986/1987 | III  | III liga, gr. II                     | 6       | 26    | 32*    |    |    |    | 27-18  | Wygrany Puchar Polski na szczeblu wojewódzkim. Najwyżej notowany klub w Toruniu. |
| 1987/1988 | III  | III liga, gr. II                     | 6       | 26    | 32*    |    |    |    | 33-22  | Puchar Polski, 1 runda: Jeziorak Iława 1-0 Elana Najwyżej notowany klub w Toruniu. |
| 1988/1989 | III  | III liga, gr. II                     | 1       | 26    | 43*    |    |    |    | 41-17  | Przegrany baraż o 2 ligę z Odrą Wodzisław 0:2 i 1:2. Najwyżej notowany klub w Toruniu. Drużyna rezerw wygrała Puchar Polski na szczeblu wojewódzkim. |
| 1989/1990 | III  | III liga, gr. 1                      | 2       | 38    | 60*    | 23 | 7  | 8  | 70-34  | Puchar Polski, 1 runda: Elana II 0-0 (2-3 k.) Mławianka Mława Wygrany Puchar Polski na szczeblu wojewódzkim. Najwyżej notowany klub w Toruniu. |
| 1990/1991 | III  | III liga, gr. VII (pomorska)         | 6       | 30    | 35:25  |    |    |    | 53-35  | Puchar Polski, 1 runda: Warta Sieradz 3-4 Elana Puchar Polski, 2 runda: Tur Turek 2-5 Elana Puchar Polski, 3 runda: Elana 1-1 (6-5 k.) Lechia Gdańsk Puchar Polski, 1/16 finału: Elana 1-1 (2-3 k.) Zawisza Bydgoszcz Najwyżej notowany klub w Toruniu. |
| 1991/1992 | III  | III liga, gr. IX (pomorska)          | 3       | 30    | 40:20  | 15 | 10 | 5  | 56-25  | Wygrany Puchar Polski na szczeblu wojewódzkim. Najwyżej notowany klub w Toruniu. |
| 1992/1993 | III  | III liga, gr. VI (pomorska)          | 1       | 30    | 47:13  | 21 | 5  | 4  | 69-26  | Puchar Polski, 1 runda: Goplania Inowrocław 2-1 Elana Jarosław Maćkiewicz z 25 golami został królem strzelców grupy pomorskiej III ligi. Wygrany Puchar Polski na szczeblu wojewódzkim. Najwyżej notowany klub w Toruniu.                               |
| 1993/1994 | II   | II liga, gr. I (zachodnia)           | 17      | 34    | 18:46  | 6  | 6  | 22 | 38-72  | Puchar Polski, 1 runda: Jagiellonka Nieszawa 2-0 Elana Najwyżej notowany klub w Toruniu. |
| 1994/1995 | III  | III liga, gr. VI (pomorska)          | 2       | 34    | 47:21  | 21 | 5  | 8  | 82-31  | Puchar Polski, 2 runda: Elana 1-1 (3-1 dogr.) Lechia Gdańsk Puchar Polski, 3 runda: Jeziorak Iława 1:1 4:1 (dogr.) Elana Wygrany Puchar Polski na szczeblu wojewódzkim. Najwyżej notowany klub w Toruniu.                                               |
| 1995/1996 | III  | III liga, gr. VI (pomorska)          | 1       | 34    | 89     | 28 | 5  | 1  | 105-13 | Puchar Polski, runda wstępna: Brda Bydgoszcz 1-0 Elana Jarosław Maćkiewicz z 34 golami został królem strzelców grupy pomorskiej III ligi. Wygrany Puchar Polski na szczeblu wojewódzkim. Najwyżej notowany klub w Toruniu.                              |
| 1996/1997 | II   | II liga, gr. zachodnia               | 3       | 34    | 63     | 19 | 6  | 9  | 56-36  | Puchar Polski, 1 runda: Mławianka Mława ?-? (5-3 dogr.) Elana Jarosław Maćkiewicz z 25 golami został królem strzelców 2 ligi. Najwyżej notowany klub w Toruniu.                                                                                         |
| 1997/1998 | II   | II liga, gr. zachodnia               | 11      | 32    | 38     | 10 | 8  | 14 | 45-53  | Puchar Polski, 2 runda: Zatoka Braniewo 3-0 Elana Najwyżej notowany klub w Toruniu. |
| 1998/1999 | II   | II liga, gr. zachodnia               | 11      | 26    | 32     | 8  | 8  | 10 | 32-36  | Puchar Polski, 2 runda: Warmia Olsztyn 3-0 Elana Najwyżej notowany klub w Toruniu. |
| 1999/2000 | III  | III liga, gr. I (północno-wschodnia) | 18      | 34    | 24     | 6  | 6  | 22 | 29-78  | Jako TKP Toruń. Puchar Polski, 2 runda: Jagiellonka Nieszawa 4-0 TKP Najwyżej notowany klub w Toruniu. |
| 2000/2001 | IV   | IV liga, gr. kujawsko-pomorska       | 2       | 34    | 74     |    |    |    | 87-39  | Jako TKP Toruń. Wygrany Puchar Polski na szczeblu wojewódzkim. Najwyżej notowany klub w Toruniu. |
| 2001/2002 | IV   | IV liga, gr. kujawsko-pomorska       | 1       | 34    | 72     |    |    |    | 99-47  | Jako TKP Toruń. Puchar Polski, 1 runda: TKP 0-3 RKS Radomsko Najwyżej notowany klub w Toruniu. |
| 2002/2003 | III  | III liga, gr. II                     | 15      | 30    | 25     | 8  | 1  | 21 | 36-59  | Jako TKP Toruń. Najwyżej notowany klub w Toruniu. |
| 2003/2004 | IV   | IV liga, gr. kujawsko-pomorska       | 1       | 30    | 72     | 23 | 3  | 4  | 85-29  | Jako TKP Toruń. Jarosław Maćkiewicz z 27 golami został królem strzelców grupy kujawsko-pomorskiej IV ligi. Najwyżej notowany klub w Toruniu. |
| 2004/2005 | III  | III liga, gr. II                     | 3       | 30    | 58     | 18 | 4  | 8  | 59-32  | Jako TKP Toruń. Najwyżej notowany klub w Toruniu. |
| 2005/2006 | III  | III liga, gr. II                     | 3       | 30    | 51     | 15 | 6  | 9  | 52-33  | Jako TKP Toruń. Wygrany Puchar Polski na szczeblu wojewódzkim. Najwyżej notowany klub w Toruniu. |
| 2006/2007 | III  | III liga, gr. II                     | 4       | 30    | 47     | 13 | 8  | 9  | 41-29  | Jako TKP Toruń. Puchar Polski, runda wstępna: TKP 4-4 (2-4 k.) Mieszko Gniezno Najwyżej notowany klub w Toruniu |
| 2007/2008 | III  | III liga, gr. II                     | 7       | 30    | 46     | 12 | 10 | 8  | 32-26  | Najwyżej notowany klub w Toruniu. |
| 2008/2009 | III  | II liga, gr. zachodnia               | 8       | 34    | 51     | 14 | 9  | 11 | 49-41  | Najwyżej notowany klub w Toruniu. |
| 2009/2010 | III  | II liga, gr. zachodnia               | 16      | 34    | 34     | 8  | 10 | 16 | 31-47  | Puchar Polski, runda przedwstępna: Olimpia Grudziądz 2-1 Elana Najwyżej notowany klub w Toruniu. |
| 2010/2011 | III  | II liga, gr. zachodnia               | 11      | 34    | 47     | 12 | 11 | 11 | 42-43  | Puchar Polski, runda przedwstępna: Elana 2-2 (6-7 k.) Nielba Wągrowiec Najwyżej notowany klub w Toruniu. |
| 2011/2012 | III  | II liga, gr. zachodnia               | 7       | 34    | 50     | 14 | 8  | 12 | 46-41  | Puchar Polski, runda przedwstępna: Tur Turek 1-2 Elana Puchar Polski, runda wstępna: GKS Tychy 1-3 Elana Puchar Polski, 1 runda: Elana 1-1 (1-3 dogr.) Flota Świnoujście Najwyżej notowany klub w Toruniu.                                              |
| 2012/2013 | III  | II liga, gr. zachodnia               | 17      | 34    | 19     | 3  | 10 | 21 | 12-52  | Puchar Polski, runda przedwstępna: Kotwica Kołobrzeg 2-0 Elana Najwyżej notowany klub w Toruniu. |
| 2013/2014 | IV   | III liga, gr. II                     | 13      | 34    | 47     | 14 | 5  | 15 | 42-48  | Puchar Polski, runda przedwstępna: Elana 0-1 Motor Lublin Najwyżej notowany klub w Toruniu. |
| 2014/2015 | V    | IV liga, gr. kujawsko-pomorska       | 1       | 30    | 74     | 24 | 2  | 4  | 86-19  | Najwyżej notowany klub w Toruniu. |
| 2015/2016 | IV   | III liga, gr. II                     | 9       | 30    | 44     | 13 | 5  | 12 | 51-41  | Najwyżej notowany klub w Toruniu. |
| 2016/2017 | IV   | III liga, gr. II                     | 5       | 34    | 58     | 16 | 10 | 8  | 70-42  | Najwyżej notowany klub w Toruniu. |
| 2017/2018 | IV   | III liga, gr. II                     | 1       | 34    | 77     | 24 | 5  | 5  | 71-24  | Wygrany Puchar Polski na szczeblu wojewódzkim. Najwyżej notowany klub w Toruniu. |
| 2018/2019 | III  | II liga                              | 4       | 34    | 56     | 15 | 11 | 8  | 51-37  | Puchar Polski, 1 runda: Elana 1-3 Bytovia Bytów Najwyżej notowany klub w Toruniu. |
| 2019/2020 | III  | II liga                              | 16      | 34    | 41     | 11 | 8  | 15 | 50-54  | Puchar Polski, 1 runda: Elana 1-2 Radomiak Radom Najwyżej notowany klub w Toruniu. |
| 2020/2021 | IV   | III liga, gr. II                     | 4       | 35    | 56     | 15 | 11 | 9  | 59-33  | Puchar Polski, runda wstępna: Lech II Poznań 3-2 Elana Najwyżej notowany klub w Toruniu. |
| 2021/2022 | IV   | III liga, gr. II                     | 18      | 34    | 21     | 6  | 3  | 25 | 36-84  | Klub wycofał się po rundzie jesiennej. Najwyżej notowany klub w Toruniu. |
| 2022/2023 | V    | IV liga, gr. kujawsko-pomorska       | 1       | 34    | 80     | 24 | 8  | 2  | 78:11  | Elana II Toruń po awansie do IV ligi stała się pierwszym zespołem. Najwyżej notowany klub w Toruniu. |
| 2023/2024 | IV   | III liga, gr. II                     | 2       | 34    | 71     | 21 | 8  | 5  | 56-21  | Wygrany Puchar Polski na szczeblu wojewódzkim. Najwyżej notowany klub w Toruniu. |
| 2024/2025 | IV   | III liga, gr. II                     | 9       | 34    | 47     | 11 | 14 | 9  | 44-42  | Puchar Polski, 1. runda: Elana 1-3 Widzew Łódź Najwyżej notowany klub w Toruniu. |

* Drużyna, która wygrała mecz różnicą co najmniej trzech bramek otrzymywała dodatkowy punkt, a drużyna przegrana w tym meczu traciła jeden punkt.

## Zawodnicy

### Obecny skład
| Nr | Poz. | Piłkarz               |
| -- | ---- | --------------------- |
| 1  | BR   | Paweł Pawelczyk       |
| 4  | OB   | Jakub Pawlicki        |
| 5  | OB   | Amadeusz Staszewski   |
| 6  | PO   | Jose Plazas Fernandez |
| 7  | NA   | Dominik Pisarek       |
| 8  | PO   | Damian Zagórski       |
| 9  | NA   | Hubert Antkowiak      |
| 10 | PO   | Kacper Jóźwicki       |
| 11 | NA   | Marcin Matúš          |
| 12 | BR   | Dawid Kuchnicki       |
| 14 | PO   | Filip Wienczek*       |
| 16 | OB   | Łukasz Furtak         |

| Nr | Poz. | Piłkarz               |
| -- | ---- | --------------------- |
| 17 | PO   | Sergio Camacho        |
| 18 | PO   | Mariusz Kryszak       |
| 21 | OB   | Wojciech Pisarek      |
| 22 | PO   | Maksym Niemiec        |
| 24 | NA   | Sebastian Rak         |
| 27 | PO   | Damian Lenkiewicz     |
| 37 | OB   | Esteban Muñoz Nogales |
| 68 | OB   | Jakub Stawski*        |
| 97 | OB   | Radosław Ankierski*   |
| ?? | BR   | Miłosz Szczyrba       |
| ?? | BR   | Maksymilian Szmigiel* |
| ?? | OB   | Szymon Ćwikliński*    |
| ?? | PO   | Krystian Rygielski*   |

## Trenerzy
- Zdzisław Koprowski - Kazimierz Heldt - Wojciech Przybylski (1971)
- Zdzisław Koprowski (1971 - 1972)
- Bogdan Dzięgielewski (9 października 1972 - 1975)
- Czesław Piórkowski (1975)
- Wojciech Wąsikiewicz (1975 - 1976)
- Zbigniew Cytryniak (1976 - 1978)
- Janusz Rybszleger (1978 - 1981)
- Zbigniew Ciesielski (1981 - 1984)
- Wiesław Wandowicz (1984 - 1985)
- Henryk Nowak (1985 - 1987)
- Andrzej Witkowski (1987 - 1991)
- Ryszard Figurski (1991 - 20 października 1993)
- Wojciech Niedźwiedzki (1993 - 1994)
- Andrzej Witkowski (1994 - 1995)
- Wiesław Gałkowski (1995 - 1997)
- Zbigniew Stefaniak (1997 - 1998)
- Wiesław Gałkowski (1998 - 1999)
- Marek Przybyliński (1999 - marzec 2000)
- Kazimierz Rutkowski (2000 - 2001)
- Wiesław Borończyk (2001 - 2004)
- Piotr Rzepka (2004 - 2006)
- Robert Kościelak (2006 - 19 sierpnia 2007)
- Leszek Lisewski (20 - 28 sierpnia 2007)
- Wiesław Borończyk (29 sierpnia 2007 - 8 września 2009)
- Robert Kościelak (8 - 14 września 2009)
- Dariusz Durda (14 września 2009 - 25 września 2011)
- Mariusz Bekas (3 października 2011 - 30 marca 2012)
- Grzegorz Wędzyński (30 marca - 18 września 2012)
- Robert Kościelak (18 września 2012 - 19 sierpnia 2014)
- Krzysztof Jabłoński (20 sierpnia 2014 - 4 października 2015)
- Tomasz Asensky (5 października 2015 - 19 maja 2016)
- Jerzy Cyrak (4 lipca 1916 - 3 kwietnia 2017)
- Krzysztof Wasilkiewicz (5 - 9 kwietnia 2017)
- Rafał Górak (10 kwietnia 2017 - 3 czerwca 2019)
- Ariel Jakubowski (1 lipca - 6 października 2019)
- Bogusław Pietrzak (8 października 2019 - 11 lipca 2020)
- Dariusz Grzegrzółka (13 lipca - 25 października 2020)
- Maciej Kalkowski (26 października 2020 - )

## Prezesi
- Artur Żbikowski (5 lipca 2010 – czerwiec 2012)
- Wojciech Cedro (czerwiec 2012 – maj 2013)
- Ewaryst Schäfer (lipiec 2013 – 17 lutego 2014)[21]
- Marcin Wróbel (17 lutego 2014 – 15 kwietnia 2016)[22]
- Maciej Jóźwicki (15 kwietnia 2016 – grudzień 2016)
- Jarosław Więckowski (12 grudnia 2016 – 29 lutego 2020)[23]
- Jacek Bednarz (1 marca 2020 - 31 lipca 2020)[24]
- Maciej Chrzanowski (1 sierpnia 2020 - obecnie)[25][26]